# Noita
Noita je deváté studiové album finské folk metalové kapely Korpiklaani. Titul je finské slovo pro "čarodějnici", jeho smysl může být i "šaman", nebo "kouzelník" . Píseň Jouni Jouni je coververze písně Mony Mony od americké kapely Tommy James and the Shondells. Na skládání písní se podílel i někdejší člen kapely Juho Kauppinen který z kapely odešel v roce 2013, protože se chtěl věnovat jiným projektům. Na jeho místo byl obsazen Sami Perttula.

## Seznam skladeb
| Pořadí         | Název                    | Hudba                         | Text           | Délka |
| -------------- | ------------------------ | ----------------------------- | -------------- | ----- |
| 1.             | Viinamäen mies           | Järvelä                       | Järvelä        | 2:58  |
| 2.             | Pilli on pajusta tehty   | Järvelä, Kauppinen            | Keskimäki      | 2:42  |
| 3.             | Lempo                    | Järvelä                       | Keskimäki      | 5:35  |
| 4.             | Sahti                    | Järvelä, Kauppinen            | Keskimäki      | 3:28  |
| 5.             | Luontoni                 | Järvelä, Kauppinen            | Keskimäki      | 3:01  |
| 6.             | Minä näin vedessä neidon | Järvelä                       | Keskimäki      | 6:08  |
| 7.             | Jouni Jouni              | Bloom, Gentry, James, Cordell | Keskimäki      | 4:51  |
| 8.             | Kylästä keväinen kehto   | Järvelä                       | Keskimäki      | 4:41  |
| 9.             | Ämmänhauta               | Järvelä                       | Keskimäki      | 5:17  |
| 10.            | Sen verran minäkin noita | Järvelä                       | Keskimäki      | 6:37  |
| 11.            | Antaja                   | Järvelä                       | Keskimäki      | 5:13  |
| Celková délka: | Celková délka:           | Celková délka:                | Celková délka: | 50:31 |

## Obsazení

### Kapela
- Jonne Järvelä – zpěv
- Kalle "Cane" Savijärvi – kytara
- Jarkko Aaltonen – baskytara
- Sami Perttula – harmonika
- Tuomas Rounakari – viola
- Matti "Matson" Johansson – bicí
- Tuomas Keskimäki – texty